# 장윤희 (미스코리아)
장윤희(1987년 5월 6일 ~ )는 대한민국의 2008년 미스코리아 미(美)이다.

## 프로필
- 출생: 1987년 5월 6일(37세)
- 신체: 166.6cm, 46kg, 34-23-34
- 학력: 연세대학교 영어영문학과
- 수상: 2008년 미스코리아 미(美) & 포토제닉상, 2008년 미스코리아 서울 진(眞)
- 경력: 2006년 연세대학교 학생홍보대사 I.N.延, 2009년 안면도국제꽃박람회 홍보대사, 2010년 대백제전 홍보대사
- 취미: 재즈댄스, 플롯
- 특기: 스킨스쿠버, 영어